# Parobisium wangae
Espèce
Parobisium wangae est une espèce de pseudoscorpions de la famille des Neobisiidae.

## Distribution
Cette espèce est endémique de Chine. Elle se rencontre au Sichuan dans le xian de Nanjiang et au Shaanxi dans le xian de Zhenping.

## Description
Les mâles mesurent de 3,18 à 3,79 mm et les femelles de 3,43 à 4,27 mm.

## Étymologie
Cette espèce est nommée en l'honneur de Dong Wang.

## Publication originale
- Guo & Zhang, 2016 : Two new species of the genus Parobisium Chamberlin, 1930 from China (Pseudoscorpiones: Neobisiidae). Entomologica Fennica, vol. 27, no 3, p. 139-148.